# Phyllobrotica frontalis
Phyllobrotica frontalis es una especie de insecto coleóptero de la familia Chrysomelidae. Fue descrita en 1886 por Weise.